# Тигридия (святая)
Тигридия (около 998 — после 1029) — святая, настоятельница монастыря в Кастилии. День памяти — 22 ноября.
Святая Тигридия была дочерью графа Кастилии Санчо Гарсии. В 1011 году она стала первой настоятельницей монастыря Сан-Сальвадор-де-Ония, основанного неподалёку от Бургоса (Испания) её отцом. Она особенно почитаема в Бургосе.